# 大久保 (八戸市)
大久保（おおくぼ）は、青森県八戸市にある町名・地名の一つである。32の小字がある。

## 概要
八戸市役所から南東5キロメートル (km) のところに位置する地区である。地内は、南北に4 km、東西に4 kmの広さがある。
北に白銀台、白銀町、東に鮫、南に美保野、三戸郡階上町蒼前西、西に新井田、湊高台が隣接する。鉄道の駅は無い。幹線道路は八戸久慈自動車道の八戸南インターチェンジ、国道45号が通る。地内の北部、西部は宅地が多いが、東部、南部は農地と山林が広がっている。

## 小字
字生平、字大塚、字大山、字上大久保、字上面、字上町畑、字行人坂、字行人塚、字小久保、字小久保尻、字小久保平、字小松平、字坂ノ上、字坂ノ脇、字作兵エ穴、字サクロツ、字沢目、字三社、字下大久保、字下長根、字下町畑、字重右エ門窪、字袖ノ沢、字鷹待場、字長沢、字夏川戸、字西ノ平、字野馬小屋、字浜長根、字町畑西ノ平、字町道、字弥四郎蒔目

## 世帯数と人口
2017年（平成29年）4月30日現在の世帯数と人口は以下の通りである。
| 小字       | 世帯数    | 人口    |
| ---------- | --------- | ------- |
| 生平       | 155世帯   | 310人   |
| 大塚       | 100世帯   | 193人   |
| 大山       | 267世帯   | 519人   |
| 上大久保   | 15世帯    | 24人    |
| 上面       | 55世帯    | 128人   |
| 上町畑     | 62世帯    | 140人   |
| 行人坂     | 164世帯   | 411人   |
| 行人塚     | 428世帯   | 946人   |
| 小久保     | 8世帯     | 21人    |
| 小久保尻   | 6世帯     | 13人    |
| 小久保平   | 25世帯    | 57人    |
| 小松平     | 116世帯   | 254人   |
| 坂ノ上     | 145世帯   | 291人   |
| 坂ノ脇     | 132世帯   | 324人   |
| 作兵エ穴   | 21世帯    | 57人    |
| サクロツ   | 38世帯    | 107人   |
| 沢目       | 101世帯   | 210人   |
| 三社       | 24世帯    | 66人    |
| 下大久保   | 273世帯   | 607人   |
| 下長根     | 128世帯   | 276人   |
| 下町畑     | 91世帯    | 182人   |
| 袖ノ沢     | 144世帯   | 343人   |
| 鷹待場     | 107世帯   | 246人   |
| 長沢       | 158世帯   | 348人   |
| 夏川戸     | 89世帯    | 182人   |
| 西ノ平     | 126世帯   | 289人   |
| 野馬小屋   | 23世帯    | 48人    |
| 浜長根     | 178世帯   | 410人   |
| 町畑西ノ平 | 123世帯   | 278人   |
| 町道       | 202世帯   | 475人   |
| 弥四郎蒔目 | 5世帯     | 12人    |
| 計         | 3,509世帯 | 7,767人 |

## 施設

### 商業
- 青い森信用金庫 大久保支店
- ローソン　八戸北高校前店

### 教育
- 青森県立八戸北高等学校
- 八戸市立白銀南中学校
- 八戸市立白銀南小学校
- 八戸市立町畑小学校
- 八戸第一養護学校

### 寺社
- 大久保天満宮
- 大平山妙現寺
- 金吹沢神社

## 芸能

### 大久保えんぶり
現在も活発に活動を続けている五人組のどうさいえんぶりで、御前えんぶりの七組のうちの一組である。
手ぬぐいは首に巻き、開いた日の丸の扇子を左手に持つ。